# بوريس كوشنر
بوريس كوشنر (بالروسية: Кушнер, Борис Абрамович)‏ هو رياضياتي روسي، ولد في 10 ديسمبر 1941 في كراسنورالسك في روسيا.